# Calycobolus glaber
Calycobolus glaber là một loài thực vật có hoa trong họ Bìm bìm. Loài này được (Kunth) House mô tả khoa học đầu tiên năm 1907.